# You've Got to Hide Your Love Away
«You've Got to Hide Your Love Away» -español: «tienes que ocultar tu amor» una canción de The Beatles escrita por John Lennon. Fue publicada en el álbum Help! de 1965.
Esta canción es una clara muestra de la influencia de Bob Dylan sobre las composiciones de Lennon y es una de las primeras donde participa otro músico ajeno a la banda (tocando la flauta). Al músico ajeno a la banda John Lennon lo conoció tocando en la calle y le pareció que podía tocar junto con ellos y lo invitó a participar en esta canción.
El músico y compositor Tom Robinson relacionó la letra de la canción con el mánager del grupo Brian Epstein, quien era  "homosexual en el armario" (por esos años la homosexualidad era un delito penal en Gran Bretaña). Cuando Lennon cometió un error durante la grabación, cantando "two foot small" -tan pequeño como dos pies- (unos 60 cm en sistema métrico) en lugar de "two foot tall" -de dos pies de altura-, se comentó que John dijo: "...Vamos a dejar esto así. A todos los pseudos realmente les va a encantar". De hecho, en el documental Anthology, mientras se recuerda la muerte de Epstein, se puede escuchar una de las primeras tomas de la canción entremezcladas con imágenes suyas.
"You've Got to Hide Your Love Away" es la canción que abre la película Help!, cuando el jefe de la secta Clang (Leo McKern) aparece debajo de los alcantarillados de la Ailsa Avenue, Londres. La canción es interpretada en el apartamento de Lennon, donde la banda está vigilada por Ahme (Eleanor Bron). Al final de la canción, George se desmaya al ver la jeringa gigante que Ahme saca para Ringo, el portador del anillo.
La canción ha sido interpretada por The Beach Boys, Chris Cornell, Julieta Venegas, Elvis Costello, Charly García, Daniel Johnston, Oasis, The Subways, Travis, U2, Eddie Vedder, y Pearl Jam.

## Composición y grabación
Lennon dijo sobre la canción: "Ese soy yo en mi período de Dylan de nuevo. Soy como un camaleón, influenciado por lo que sea que esté sucediendo. Si Elvis puede hacerlo, yo puedo hacerlo. Si los Everly Brothers pueden hacerlo, Paul y yo podemos. Lo mismo con Dylan ". La canción es un ejemplo temprano de la autorreflexión de John en su escritura, que había comenzado con canciones como "I'm a Loser" en el verano de 1964. Lennon escribió la canción en casa, queriendo otra canción para la película Help! [2] La canción "es básicamente John interpretando a Dylan", confirmó Paul McCartney. [3] La canción es similar a una forma estrófica folklórica y utiliza una figura de guitarra acústica dylanesca en tiempo dúplex compuesto, principalmente acompañamiento acústico, sin coros y percusión ligera de caja cepillada, pandereta y maraca. Sin embargo, una flauta reemplaza la armónica que solía usar Dylan. [4]
La letra de la canción es ambigua. Potencialmente, Lennon podría haberse estado refiriendo al hecho de que, como Beatle, se esperaba que mantuviera en secreto el hecho de que estaba casado. También podría haber estado escribiendo sobre su incapacidad para expresar su verdadero yo "amoroso" en público y sus sentimientos de aislamiento y paranoia relacionados con la fama. [4] Algunos, como el cantante Tom Robinson, han sugerido que la canción fue escrita para el mánager de los Beatles, Brian Epstein, quien tuvo que ocultar su homosexualidad al público. [5] [6] El propio Lennon, sin embargo, nunca habló públicamente de su inspiración para la letra. Cuando se escribió la canción por primera vez, Lennon usó "dos pies de alto" para rimar con la "pared" en el primer verso, pero dijo por error "dos pies de pequeño" cuando le cantó la línea a McCartney, y decidió mantenerla así. Pete Shotton, excompañero de banda de Lennon en The Quarrymen, estuvo presente cuando se estaba componiendo la canción y sugirió agregar "Hey" al comienzo de la línea en el estribillo. [4]
La pista rítmica básica se grabó primero, seguida de la guitarra de George Harrison y algo de percusión extra. John Scott grabó una flauta tenor en los espacios de la pista vocal de Lennon y una parte adicional de flauta alto, una octava más alta que la primera, en la última pista disponible de la máquina de cuatro pistas.

## Personal
- John Lennon -  Voz , Guitarra acústica de doce cuerdas (Framus Hootenany).
- Paul McCartney - Bajo (Höfner 500/1 63'), maracas.
- George Harrison - Guitarra clásica (José Ramírez III).
- Ringo Starr - Batería (Ludwig Super Classic), pandereta.
- Johnnie Scott - flauta travesera

- Personal por The Beatles Bible